# Staraja Rudka
Staraja Rudka (ros. Старая Рудка) – wieś (sieło) w Rosji, w obwodzie niżnonowogrodzkim, w rejonie szarangskim. W 2010 liczyła 354 mieszkańców.